# 仝允栩
仝允栩（1919年—2011年），女，河南唐河人，中国动物学家，兰州大学教授。曾任中国动物学会理事，中国细胞生物学学会理事。

## 家庭
丈夫郑国锠。